# Шою-Мару (4408)
Шою-Мару (4408) (Shoyu Maru) — транспортне судно, яке під час Другої світової війни брало участь у операціях японських збройних сил на Тихому океані.
Судно, будівництво якого завершили в грудні 1942-го на верфі Mitsui Zosen Shipbuilding & Engineering у Тамано, призначалось для компанії Matsuoka Kisen. Одразу по завершенні «Шою-Мару» реквізували для потреб Імперського флоту Японії та до кінця місяця переобладнали на тій же верфі у танкер.
З 11 січня по 17 лютого 1943-го «Шою-Мару» здійснило рейс з Японії до Сінгапуру, де прийняло вантаж нафти, а потім назад до метрополії (на різних ділянках маршруту воно слідувало у складі різних конвоїв). З кінця лютого судно займалось перевезенням нафти між різними портами Японського архіпелагу, а 1 квітня вирушили у новий рейс до Південно-Східної Азії — на цей раз воно побувало у Палембанзі (центр нафтовидобутку на сході острова Суматра), потім знову зайшло до Сінгапуру, а 23 травня прибуло до японського порту Кобе.
25 червня 1943-го танкер рушив у третій дальній рейс, маючи при цьому на буксирі нафтоналивну баржу «Nanyu No. 27». 1 серпня він вийшов з Маніли у складі чергового конвою. 3 серпня під час слідування в Південнокитайському морі біля західного узбережжя острова Палаван по конвою випустив чотири торпеди американський підводний човен USS Tambor — дві з них поцілили «Шою-Мару», проте не вибухнули. У підсумку «Шою-Мару» відокремився від конвою та 8 серпня прибув до Балікпапану (центр нафтової промисловості на східному узбережжі Борнео), доправивши сюди зазначену вище «Nanyu No. 27».
«Шою-Мару» перебував в Балікпапані кілька тижнів, при цьому порт кілька раз був атакований ворожими літаками, так що 16 серпня 1943-го танкер отримав певні пошкодження усналідок обстрілу з повітря та близьких розривів, що змусило розпочати ремонт. 10 вересня «Шою-Мару» полишив Балікпапан, маючи на буксирі пошкоджений танкер «Тацуно-Мару», а 19 вересня прибув до Сурабаї (головна база на сході острова Ява).
Надалі «Шою-Мару» знову опинився в Балікпапані і 4—10 листопада пройшов звідси в конвої № 2610 до Палау (важливий транспортний хаб на заході Каролінських островів), а 17—24 листопада в конвої № 8175 пройшов на атол Трук (головна база Японського ВМФ у Океанії, що була в центральній частині Каролінського архіпелагу). Далі в конвоях № 7014 (1—7 грудня) та № 2515 (13—23 грудня) судно повернулось до Балікпапану.
В якийсь момент танкер дістався Таракану (ще один центр нафтовидобутку на сході Борнео, північніше від Балікпапану), звідки вийшов 16 січня 1944-го. 17 січня коли «Шою-Мару» вже полишив море Сулавесі та перебував у північній частині Макассарської протоки, він був торпедований та потоплений американським підводним човном USS Bowfin, загинуло 37 членів екіпажу.